# Carl August Sckell
Carl August Sckell (* 14. November 1793 in Karlsberg; † 10. Juli 1840 in München), Schreibung auch Karl Sckell oder Skell, war ein deutscher Gartenarchitekt und Lithograf aus der Maler- und Gärtnerfamilie Sckell. Er bekleidete das Amt eines bayerischen Hofgarten-Intendanten.

## Leben
Sckells Vater war der herzogliche Hofgärtner Matthias Sckell (1760–1816). Er war ein Schüler seines Onkels Friedrich Ludwig Sckell, dessen Schwiegersohn er seit 1819 war. Seine Ausbildung wurde durch Studienreisen nach Berlin, London, Paris und Wien vervollständigt. 1834 bereiste er Italien. 1816 übernahm er nach dem Tod seines Vaters dessen Aufgaben. 1823 wurde er Nachfolger von Friedrich Ludwig Sckell als Hofgarteninspektor in Nymphenburg, dann 1835 Gartendirektor und ab 1837 als königlicher Hofgarten-Intendant. Eine seiner Wirkungsstätten war der Nymphenburger Schlossgarten. Nach seinem Tod wurde Karl Ludwig Seitz, der Ehemann seiner Schwester Friederike, Amtsnachfolger.
Sckell ist der Verfasser eines Gartenführers zum Nymphenburger Schlosspark mit dem Titel Das königliche Lustschloß Nymphenburg und seine Gartenanlagen. Er fertigte auch Lithografien an, so die Ansicht des Badenburger Sees in Nymphenburg. Ebenso ist die Zeichnung des von Carl Effner aufgemessenen Plans des Englischen Gartens in München sein Werk.
Sckell war seit 1819 mit seiner Cousine Therese Sckell verheiratet, mit der er vier gemeinsame Kinder hatte. Sie wohnte 1842 in der Arcisstraße Nr. 12 in der Münchener Maxvorstadt.

## Schriften
- Das königliche Lustschloss Nymphenburg und seinen Gartenanlagen, München : Verlag Heliakon, 2022, ISBN 978-3-949496-17-2